# Montblanc (entreprise)
Pour les articles homonymes, voir Mont Blanc (homonymie).
Montblanc International GmbH est une entreprise allemande spécialisée dans la fabrication de stylos de luxe, montres, maroquinerie, bijouterie/joaillerie et parfumerie. En 2009, elle détient 60 % du marché mondial des stylos haut de gamme.

## Histoire
L’entreprise Montblanc est née de l’association de trois hommes, le papetier Claus Johannes Voss, le banquier Alfred Nehemias, tous deux hambourgeois, et l’ingénieur berlinois August Eberstein. Eberstein et Nehemias découvrent aux États-Unis et en Angleterre le premier stylo à plume fonctionnant avec son propre réservoir, et qui ne fuit pas. De retour à Hambourg, les trois hommes conçoivent en 1906 un stylo-plume similaire doté d'un encrier « intégré », avec une exigence de qualité supérieure. Eberstein crée à cet effet la société Simplizissimus-Füllhalter à Berlin, firme rebaptisée la « Simplo Filler Pen Company » en 1907 lorsque les trois hommes mettent en commun leurs compétences et leurs ressources financières. Un an plus tard, les trois associés établissent leur manufacture dans le quartier Schanzen de Hambourg.
En 1909, après trois ans de recherche et développement, les trois hommes lancent leur première collection de stylos plume « Rouge et Noir » faits d’ébonite noire et d’un capuchon à tête rouge, ce qui leur vaut le surnom de « Petit Chaperon Rouge »,.
C’est en 1910 qu’est commercialisé le premier stylo-plume Montblanc, une révolution au niveau du design (stylo plume noir avec sa plume blanche) et de la technique (il ne fuit plus du tout quand il est fermé). Le nom de la marque devient une marque commerciale déposée, à la suite du succès de l’entreprise, et s’affiche désormais sur tous les stylos fabriqués par la société.
En 1913, l’étoile Montblanc (étoile blanche sur le capuchon, symbolisant le sommet enneigé et les six vallées glaciaires du mont Blanc) devient le logo de la marque et le nouveau nom de l'entreprise (« Montblanc Simplo GmbH »), et tous les stylos fabriqués portent cette « étoile » constituée non pas de 6 pointes mais de 6 contours arrondis.

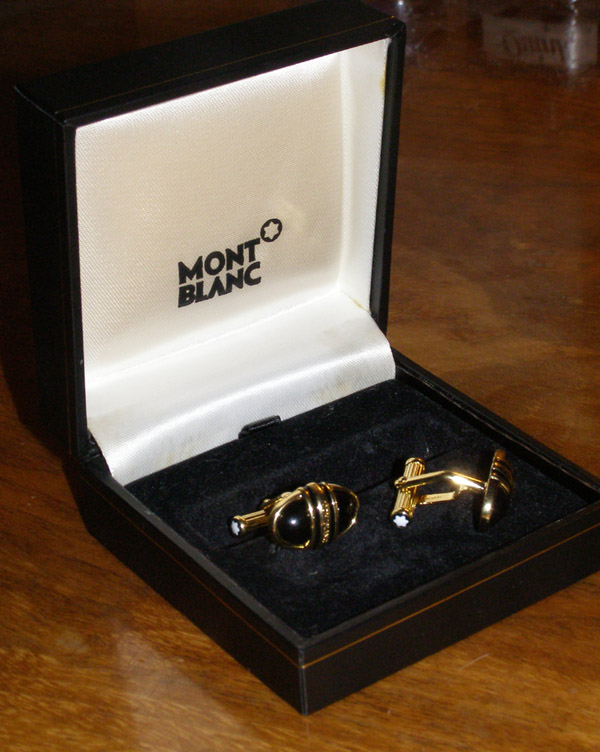
Boutons de manchette Montblanc.

En 1924, à la suite d'une réorganisation de sa production qui a été divisée en différentes gammes de qualité, Montblanc a commencé à utiliser le nom de Meisterstück (en) (littéralement « pièce de maître ») ce qui signifie "chef-d'œuvre" en allemand, pour désigner ses stylos haut de gamme. La qualification « chef-d'œuvre » a également été adopté au même titre sur le marché étranger, et les plumes ont été marquées Masterpiece en Grande-Bretagne et Chef d’œuvre en France. La gamme des « 140 » au design fuselé sera surtout marquée par le légendaire stylo plume Meisterstück 149 (en résine précieuse noire, cerclé de petits anneaux plaqués or, équipé d'une plume en or) commercialisé en 1952 et emblématique de la signature des traités et contrats (c'est le  power pen). En 1929, le nombre 4810 – hauteur du Montblanc mesurée à l’époque – est gravé sur chaque plume Meisterstück.
Dès la fin des années 1920, « Montblanc » est présente dans plus de 60 pays.
En 1935, Montblanc propose des « garanties à vie » (engagement de réparer tous les stylos, la réparation n'étant pas gratuite) sur ses stylos-plumes, et rachète un fabricant d’articles en cuir, ce qui permet à la marque de se diversifier dans la maroquinerie et de produire des accessoires de bureau à son nom (étuis pour stylos, carnets de note).
En 1977, Alfred Dunhill Ltd de Londres devient l'actionnaire majoritaire de Montblanc puis, en 1985 l'actionnaire unique. La marque devient alors membre du groupe Richemont, troisième groupe mondial du luxe qui revoit la distribution de Montblanc (création de boutiques exclusives « Flagship ») et entame une politique de diversification (petite puis grande maroquinerie, horlogerie, bijouterie et parfumerie). Entre-temps, dans les années 1980, le stylo Montblanc associé à l'agenda Filofax est l'archétype du courant de mode Power dressing.
En 1992, la société crée le « Prix Montblanc de la Culture » récompensant des mécènes dans 10 pays du monde. En 1994, le stylo « Solitaire Royal » (versions en argent massif, en or massif ou en vermeil) recouvert de 4 810 diamants entre dans le « Guinness Book of Records » comme étant le stylo le plus cher au monde, 125 000 dollars.
En 1997 est fondée la manufacture Montblanc Montres S.A. au Locle, dans le Jura suisse, pour gagner une légitimité technique horlogère. En 2007, la manufacture Minerva lui est rattachée.
Dans les années 2010, en collaboration avec Interparfums, la marque Montblanc poursuit sa diversification et développe des licences de parfums : lancement du parfum masculin « Legend » mai 2011, « Legend pour femme » en février 2013. En 2013, Jérôme Lambert, directeur général de Jaeger-LeCoultre, prend la tête de Montblanc, confirmant la volonté de la société de se développer dans le secteur de l'horlogerie.
En avril 2018, l'actrice et chanteuse chinoise Fan Bingbing est choisie pour représenter la marque.

## La marque

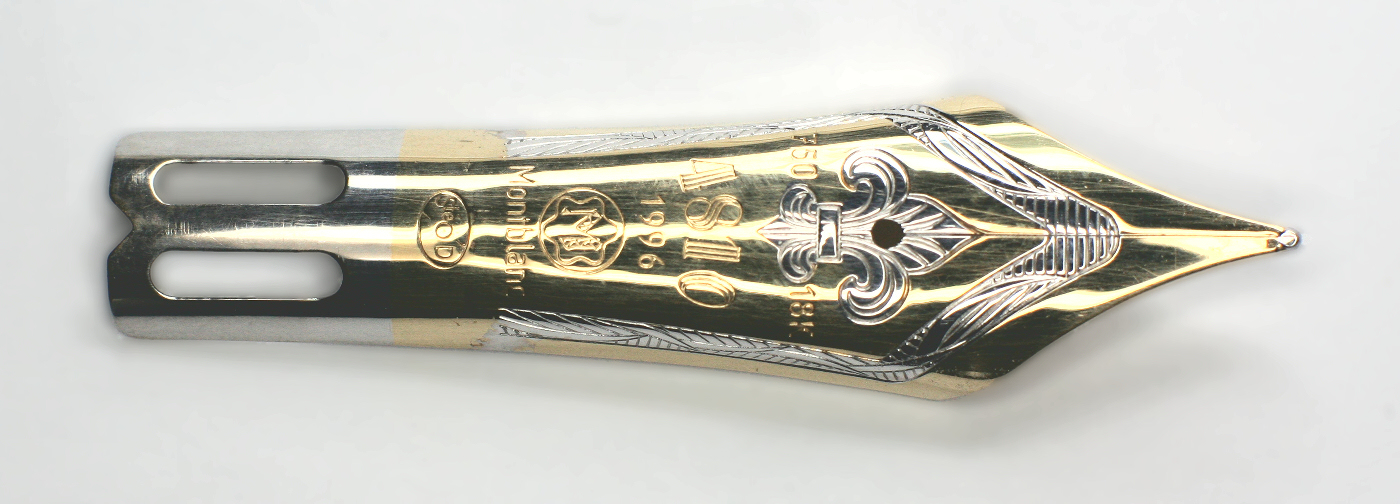
Plume ornée de l'inscription « 4810 »

Le symbole le plus fort de la marque est l'« étoile blanche » (étoile à six branches stylisée, dont chaque branche représente un glacier du massif du Mont-Blanc) arborée par tous les produits Montblanc, notamment les stylos-plume (étoile surmontant le capuchon et ornant la plume). Le nombre « 4810 », hauteur métrique du mont, est également un élément récurrent. La fabrication artisanale des plumes nécessite une quarantaine d'étapes, souvent manuelles.
Le logo est noir et blanc, symbole de mystère, de luxe, mais aussi des couleurs de l'encre noire sur le papier blanc. Dans les années 1980, il est modernisé : une typographie sobre et raffinée l'ancre davantage dans le monde du luxe. Les noms Mont et Blanc sont séparés et superposés  pour induire une idée de domination de la marque, leader des stylos haut de gamme. L'étoile, placée telle un astérisque en haut et à droite, sert de guide à la marque.

### Parfumerie
Lignes
- Présence (2001)
- Présence d'une Femme (2002)
- Individuel (2004)
- Femme Individuelle (2004)
- Starwalker (2005)
- Montblanc Legend (2011)
- Montblanc Legend Femme (2011)
- Montblanc Emblem (2014)
- Montblanc Lady Emblem (2014)
- Montblanc Legend Spirit (2016)
- Montblanc Explorer (2019)

En 2010, Montblanc et Interparfums signent un accord mondial exclusif de licence pour la création, la fabrication et la distribution de parfums sous la marque Montblanc.

## Meisterstück
Le Meisterstück, emblématique stylo de couleur noire parfois comparé à un concombre pour sa forme, apparait en 1924. Plusieurs décennies plus tard, ce stylo entre dans les collections permanentes du Musée d'art moderne de New York. Mais au cours de toutes ces années, ses prestigieux utilisateurs se succèdent : Kennedy signe avec celui d'Adenauer dans les années 1960, James Bond qui tue son ennemi au pistolet d'or dans les années 1970, le dalaï-lama dans les années 1990…

## Éditions spéciales
Montblanc profite de la création d'éditions limitées pour s'éloigner quelque peu de sa production habituelle. Ces éditions incluent « Patron of the Art » (4810/888 pièces par an), la « Writers Edition » (Édition Écrivains), « Great Characters » (Édition thématique), « Diva Line » (Diva Line), « Donation Pens » (Donation Pens), « Artisan Editions » (Édition Artisanales), ainsi que diverses éditions anniversaires à production limitée et pièces commémoratives.

## Galerie

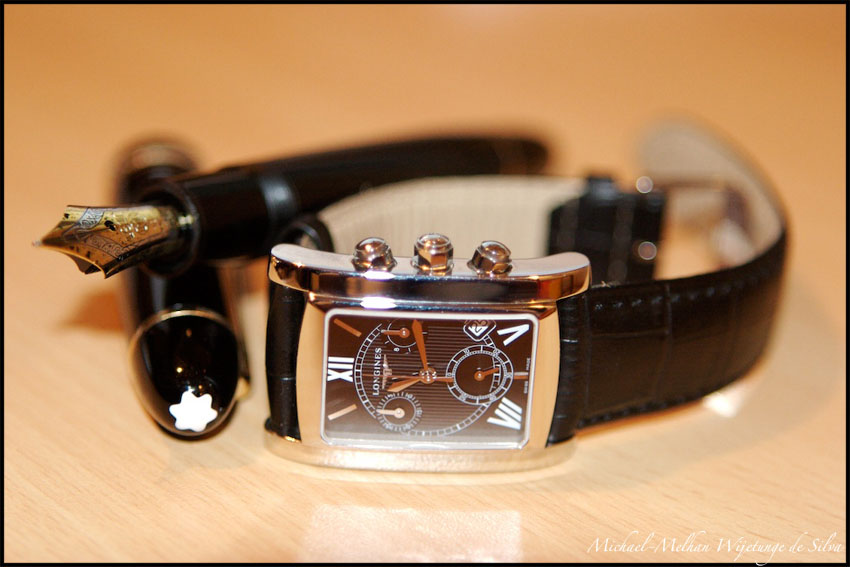
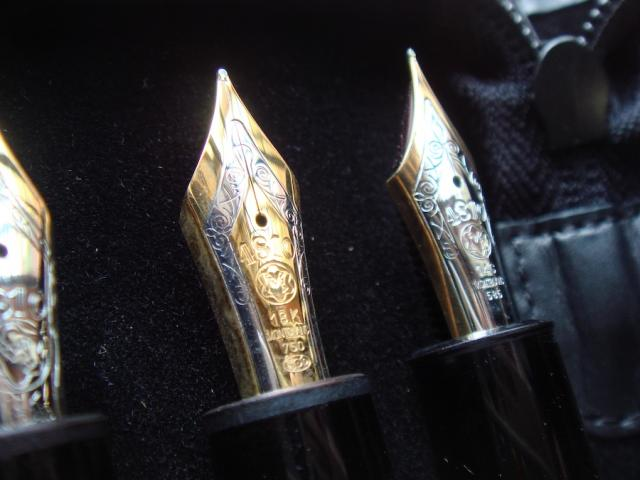
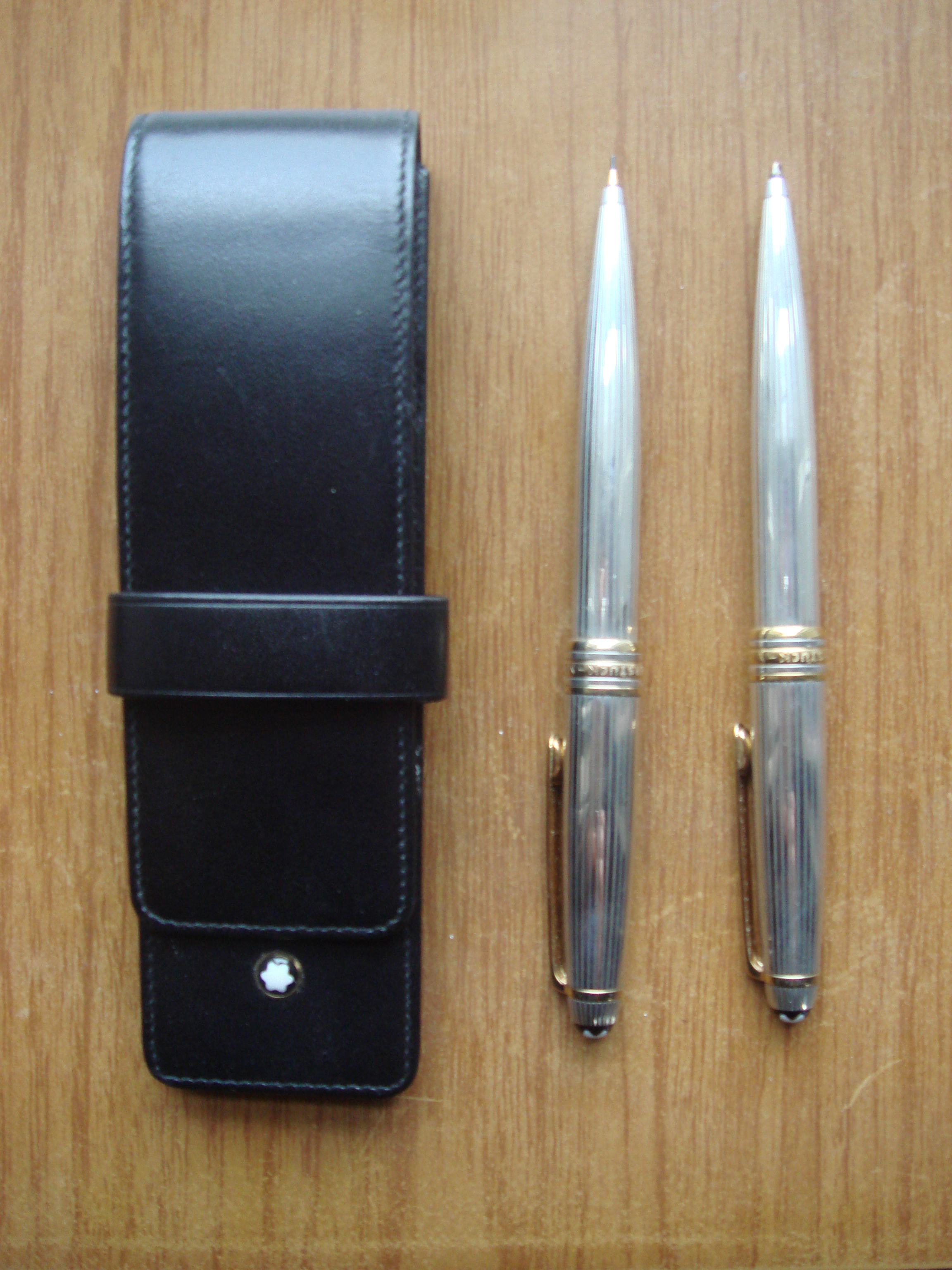